# Jemenang
Jemenang is een bestuurslaag in het regentschap Muara Enim van de provincie Zuid-Sumatra, Indonesië. Jemenang telt 3227 inwoners (volkstelling 2010).